# Borstnejlika
Borstnejlika (Dianthus barbatus) är en flerårig ört tillhörande familjen nejlikväxter. Denna växt kommer ursprungligen från Pyrenéerna, östra Karpaterna och andra delar av Balkan, Manchuriet, Ryssland och Kina. Som odlad variant förekommer den även i flera andra länder.
Borstnejlikan blir ungefär 50 cm hög. Den blommar mellan juli och september. Den har stark lukt och växer vanligtvis i grupper. Växten föredrar soliga ställen och mark som inte ska vara alltför våt.
Unga borstnejlikor äts av sniglar, kaniner och sorkar samt skadas av bladlöss och svampar.
För att börja odling av borstnejlika i trädgården används vanligtvis frö.
Kromosomtal 2n = 30.